# Paul Bachmann (Architekt)
Paul Hermann Bachmann (* 30. Mai 1875 in Altenburg; † 1. Januar 1954 in Beverly Hills, Kalifornien) war ein deutscher Architekt und Hochschullehrer an den Kölner Werkschulen.

## Leben
Bachmann stammte aus Altenburg, der Residenzstadt des Herzogtums Sachsen-Altenburg. Seine Eltern waren Johann Heinrich Bachmann und Anna Amalie Bachmann geb. Emus. Nach dem Schulbesuch studierte er an der Kunstgewerbeschule Dresden und wechselte später an die Kunstakademie Dresden, wo er Meisterschüler von Paul Wallot wurde. Nach Abschluss der Akademie war er als Architekt in verschiedenen großen Bauateliers in Dresden, Zürich und Leipzig tätig. Er plante u. a. Wohnbauten und öffentliche Gebäude und nahm städtebauliche und gartenkünstlerische Aufträge an.
Im Jahre 1903 wurde Paul Bachmann Lehrer an der Kölner Kunstgewerbeschule – später in den Kölner Werkschulen aufgegangen –, wo er 1915 zum Professor ernannt wurde.
1906 beteiligte er sich an der III. Deutschen Kunstgewerbe-Ausstellung in Dresden. 1908 erhielt er den 2. Preis für seinen Wettbewerbsentwurf zum Neubau des Hauses Kirchstraße 13 in Köln.
Paul Bachmann publizierte Aufsätze in verschiedenen Fachzeitschriften, darunter Innendekoration (1907/1909) und Kunstgewerbeblatt, Neue Folge (1911).
Aus Anlass des 75-jährigen Bestehens der Kölner Werkschulen verfasste er die Festschrift 75 Jahre Kölner Werkschulen. Eine Chronik (1879–1954), die in seinem Todesjahr 1954 erschien.
Bachmann starb 78-jährig am Neujahrstag 1954 in seiner Wohnung in Beverly Hills. 1904 hatte er in Zürich Ida geborene Holder (1882–1958) geheiratet. Beide lebten zeitweilig in Köln-Lindenthal, Klosterstraße 71, und in der Kölner Altstadt, Ubierring 40.
Die Grabstätte der Eheleute befindet sich im Forest Lawn Memorial Park in Glendale.

## Ehrungen
- Goldene Medaille und Ehrendiplom der Königlich Sächsischen Kunstakademie in Dresden
- Ehrenurkunde der Stadt Aachen (1906)
- Silbermedaille, Dresden (1908)